# Presbytère de Saint-Joseph
Le presbytère de Saint-Joseph est un établissement patrimonial religieux à Alma.